# Gymnopleurus mopsus
Gymnopleurus mopsus es una especie de coleóptero de la familia Scarabaeidae.

## Distribución geográfica
Habita en el paleártico: Eurasia y África del Norte.
Calificada como vulnerable en el Libro Rojo de los Invertebrados de Andalucía.